# 鼠
鼠，又稱老鼠，即鼠總科（Muroidea），是一種屬於囓齒類的總科，其中含有倉鼠、沙鼠、大鼠，以及其他親緣動物。牠們廣泛分佈於南極以外的各個大陸。由於難以測定各分類群之間的關係，因此也有文獻將所有鼠總科皆歸類在鼠科（Muridae）之下。目前依據分子種系發生學研究所作出的次分類，共有約280個屬，以及至少1300個種。牠們是少數與人類保持密切聯繫而繁盛的動物類群之一，這些動物幾乎在世界各國皆可發現，其中有一部分也是重要的生物學模式生物，對人類的實驗與研究有很大的幫助。除此之外，某些鼠類也是寵物鼠。
中文當中的「老鼠」一詞，並不是指單一一種或同屬的幾種動物，而是對多種鼠總科動物的總稱，而英語等其他的語言，則對於不同種類的老鼠有不同的稱呼。有句成语叫做「鼠技虎名」，故事說楚地人称老虎为老虫，苏州人称老鼠为老虫，有人在长洲当官，因公去太仓去办事，夜宿驿站中，门外有声响，他问看门人是什么东西。看门人说是老虫，他吓得想逃跑。但看门人说不必惊慌，只不过是区区老鼠而矣。後來指假冒盛名吓唬世人的人。因此老鼠又稱為老虫。
鼠不仅种类多而且数量惊人，估计全世界鼠的总数超过人口几倍，最常见的除褐家鼠、黄胸鼠、黑家鼠、水家鼠外，还有巢鼠、田鼠、沙鼠、仓鼠、麝鼠、鼢鼠等。世界上数量最多的鼠是褐家鼠，约占全球鼠类的1/3（牠們每年吃掉的粮食多达数千亿斤，还破坏草原，传染疾病，故為“四害”之一），不過老鼠也是生態系的重要食物之一，使用不當的簡單手段滅鼠，往往造成生態失衡出現更大問題，長期下來老鼠數量還不減反增，而為了解決此疏漏，更先進精巧的滅鼠方法、以及融合鼠類天敵的防治也逐漸被開發出來。

## 与人類的互動

### 作為寵物和實驗動物
雖然說「過街老鼠，人人喊打」，但也有人將老鼠作為寵物。關於寵物鼠的記載，最早可見於古代中國先秦時代的典籍《爾雅》當中。
而在近代，馴養的老鼠也成了實驗室常見的動物，老鼠可用來做实驗，是常見的實驗動物之一，很多關於行為和認知能力的研究都以老鼠為模型，新藥的開發也往往先在老鼠身上做測試，以觀察其可能的效果和副作用，之後才移到人類身上做測試；盡管白色是實驗用老鼠常見的毛色，而「白老鼠」也成了人們對實驗用老鼠的刻板印象，但實驗用的老鼠並非全部都是白色的，也有其他毛色的實驗鼠存在。

### 作為食材
鼠肝為中藥的一种，功效包括化瘀、解毒及修復肌膚。
人類很早就以鼠肉為食物，唐朝時期，嶺南獠民喜饗蜜唧，“即鼠胎未瞬，通身赤蠕者”，北宋蘇軾在嶺南及海南島也吃過鼠肉，有詩云：“朝盤見蜜唧，夜枕聞鵂鶹。”蘇軾在海南島還寄詩給在惠州的弟弟蘇子由云：“土人頓頓食薯芋，薦以熏鼠燒蝙蝠；舊聞蜜唧嘗嘔吐，稍近蝦蟆緣習俗。”

### 文化上的鼠

#### 形象
老鼠因偷吃和啃坏东西而招人厌恶，人們也經常對老鼠有負面的印象。
老鼠与奶酪的这一组合，如同兔子與紅蘿蔔一样，已成了常見的刻板印象。
在中國，唐朝時期唐宋八大家之一的柳宗元，曾以老鼠為題材，寫下《三戒》之一的《永某氏之鼠》，藉以諷刺社會上一些有恃無恐而恣意妄為的人。

#### 語言
从人文和医学的角度来看，鼠因偷吃和啃坏东西而招人厌恶，得到“過街老鼠，人人喊打”的千古罪名，由鼠字開頭的词语也多含贬義，像例如中文的「鼠輩」一詞就常被用以指稱低微下賤的人，英語當中的Rat一詞除了指「大鼠」外，也可以用以指稱「叛徒、告密者」等意思。
除了貶意之外，从社会、民俗和文化学的角度来看，鼠是具有无比灵性，聪慧神秘的小生灵。中国民间早在几千年前就流传着所谓“四大家”、“五大门”的动物原始崇拜，即是对狐狸、黄鼠狼、刺猬、老鼠、蛇的敬畏心理的反映，人们普通认为，这些动物具有非凡的灵性，代表着上天和鬼神的意志。十二生肖，鼠又榜中頭名，可见鼠委实与人类的生活千丝万缕地纠缠在一起，鼠文化自然在人类日常生活的方方面面不加掩饰地呈现出来。
除此之外，由於現代科學研究經常在老鼠身上做實驗，而刻板印象中實驗用的老鼠其毛色經常是白色之故，因此「白老鼠」一詞又衍生出「受到他人推行的某種未經證實有效的事物（例如某些政策方針等）影響的人事物」之意。

##### 鼠字
鼠字在甲骨文裡像一只小老鼠张着嘴在咬东西；象形的鼠字，从商朝到秦朝1000多年的演变、发展过程中，变化不少，在秦朝小篆中已趋向符号线条化；隶书的鼠字是在小篆的基础上演变来的，鼠头变成方形，鼠脚和鼠尾还有点象形，但鼠的形象已不明显了。
楷书的鼠字吸收了隶书鼠字的特点，这也是今天所用的鼠字，草书则多见于艺术书画作品。

#### 生肖

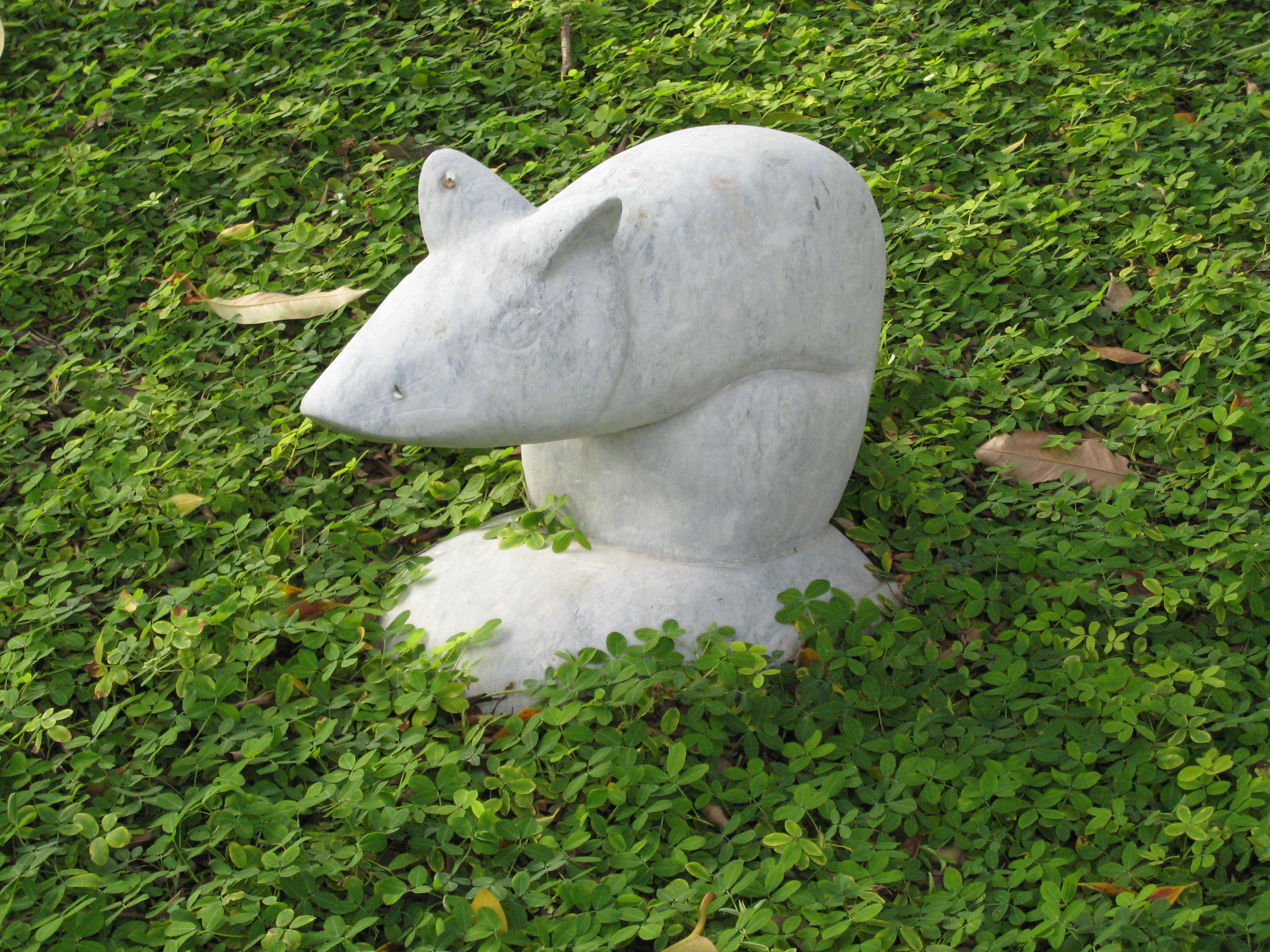
香港九龍寨城公園十二生肖像之鼠

鼠在中國傳統的十二生肖之中排名第一，對應地支為子。

## 鼠圖集

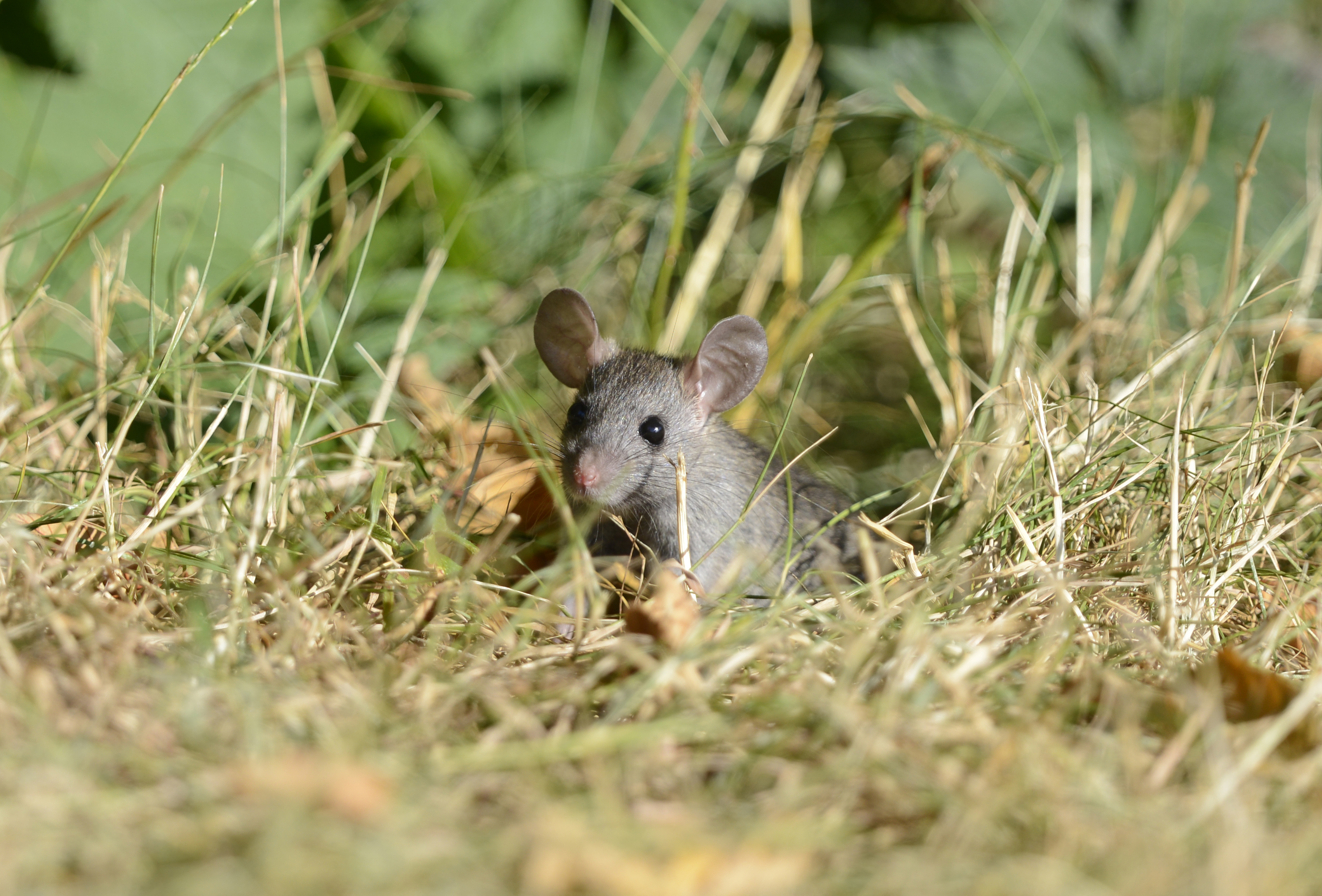
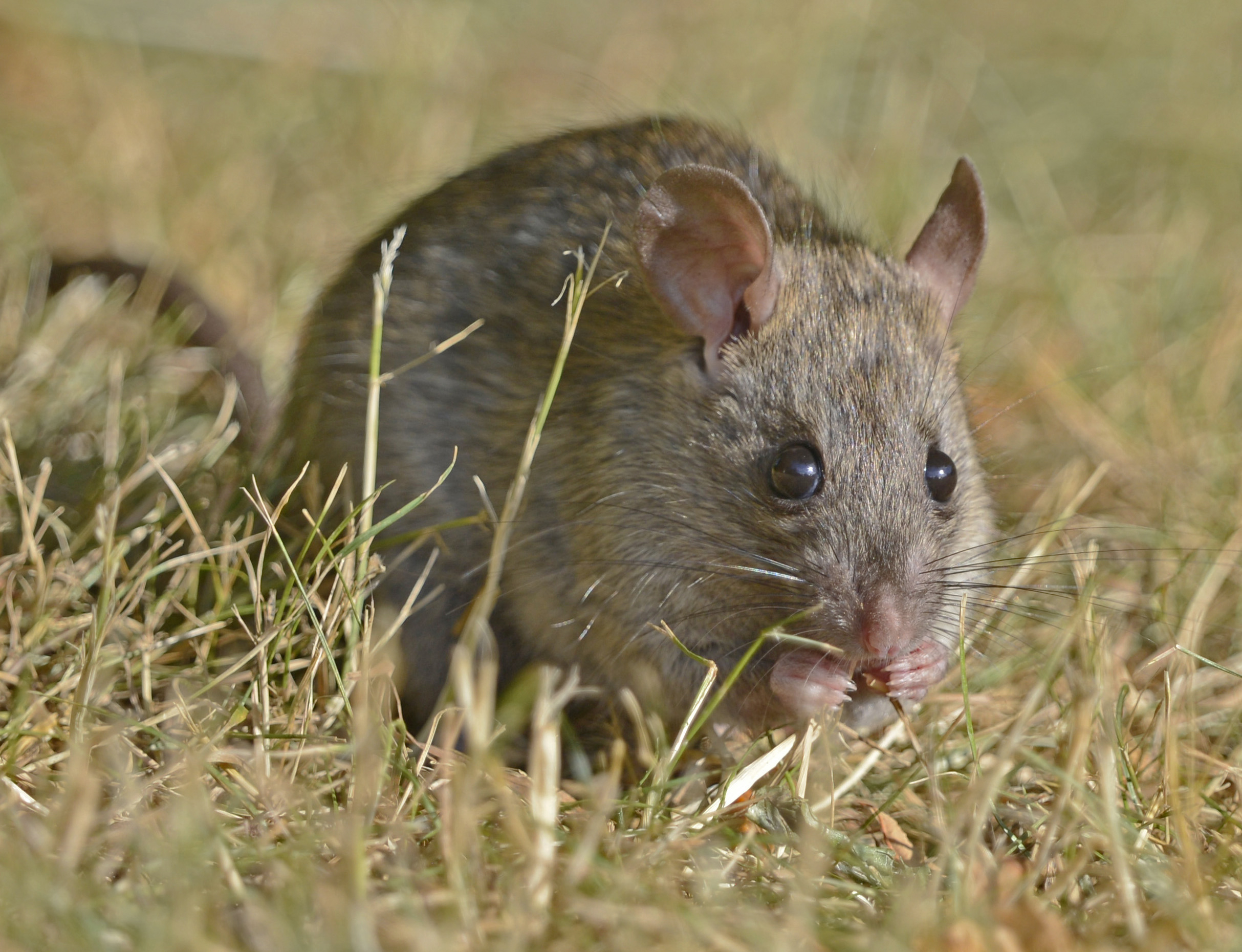
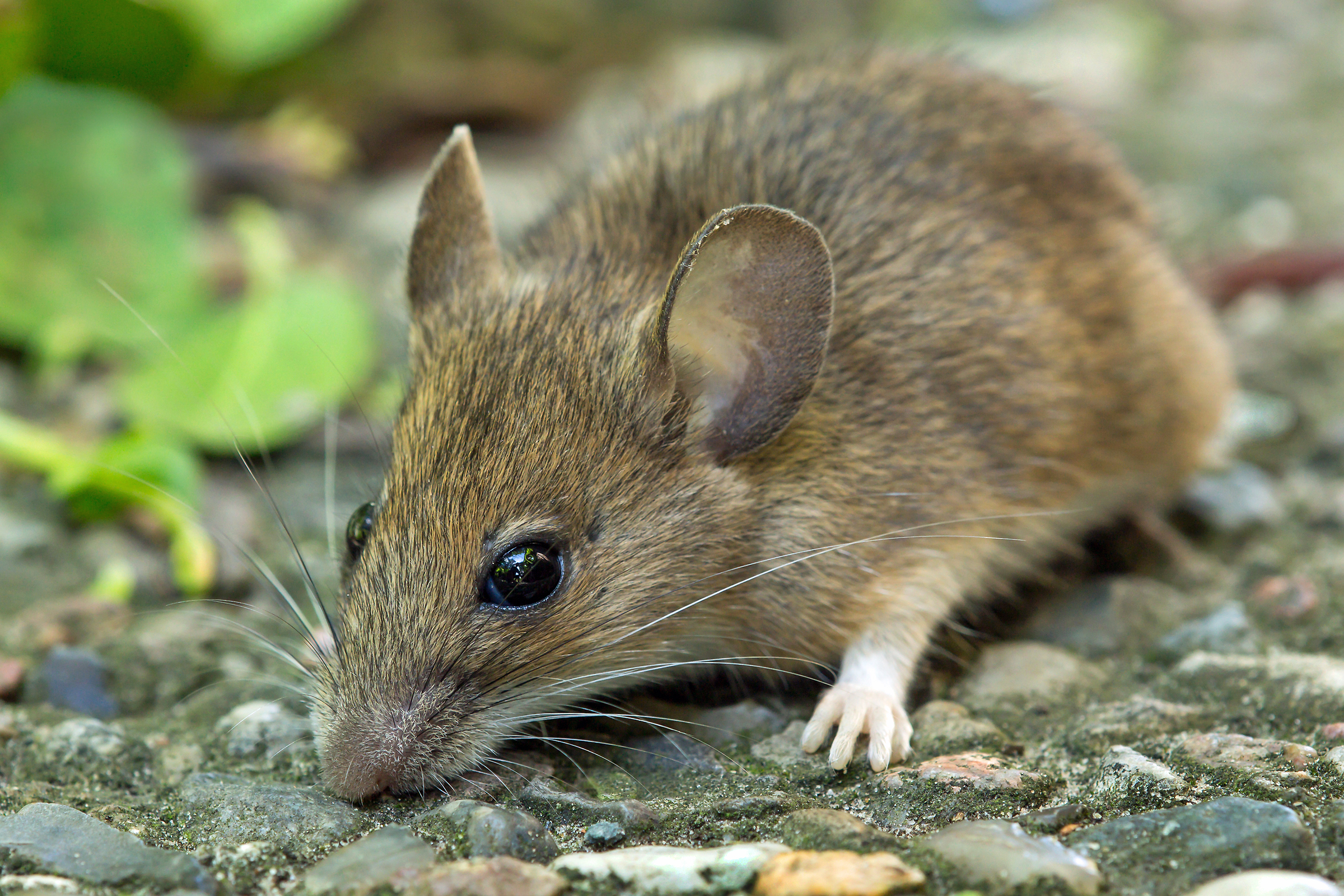
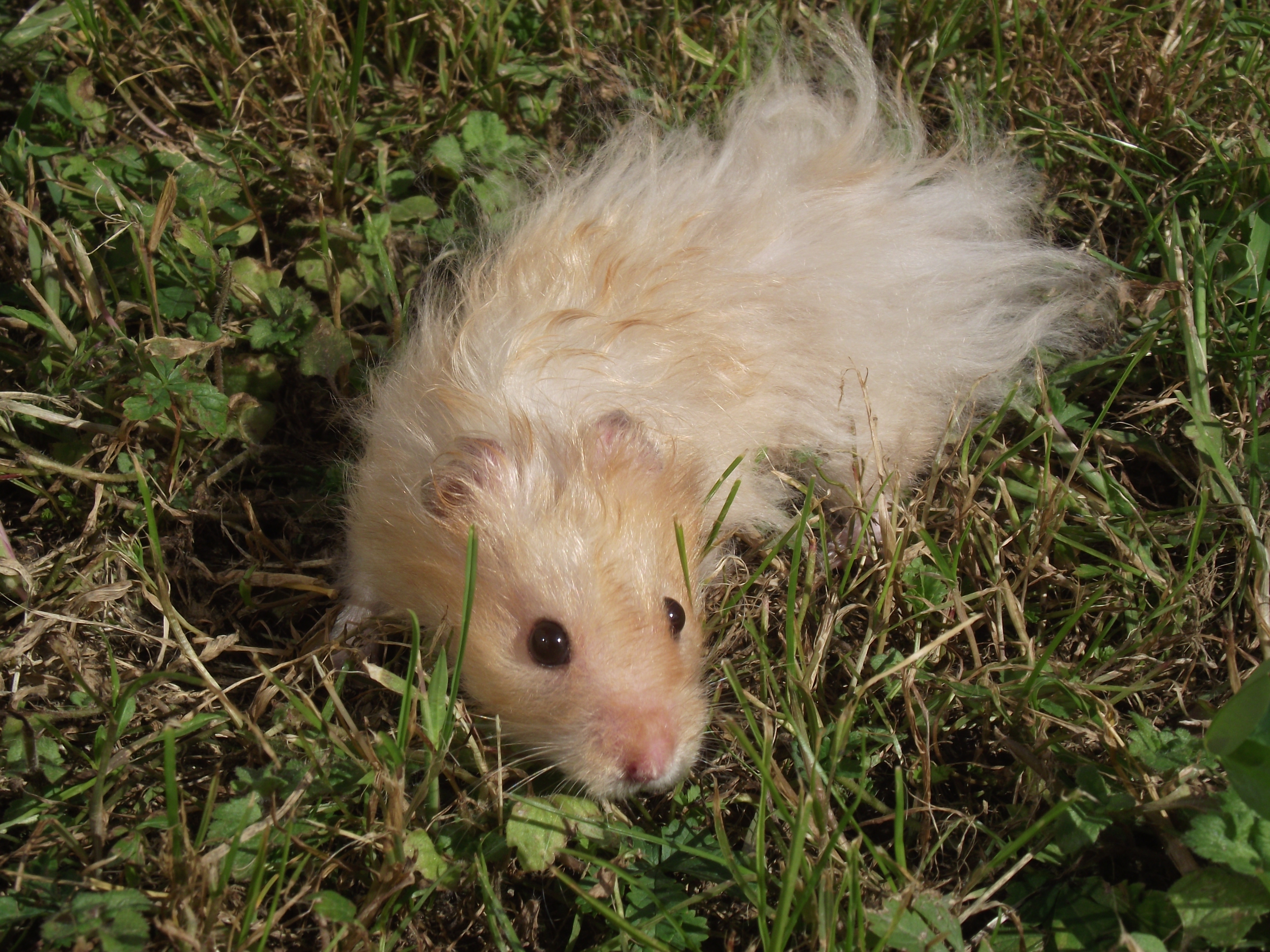
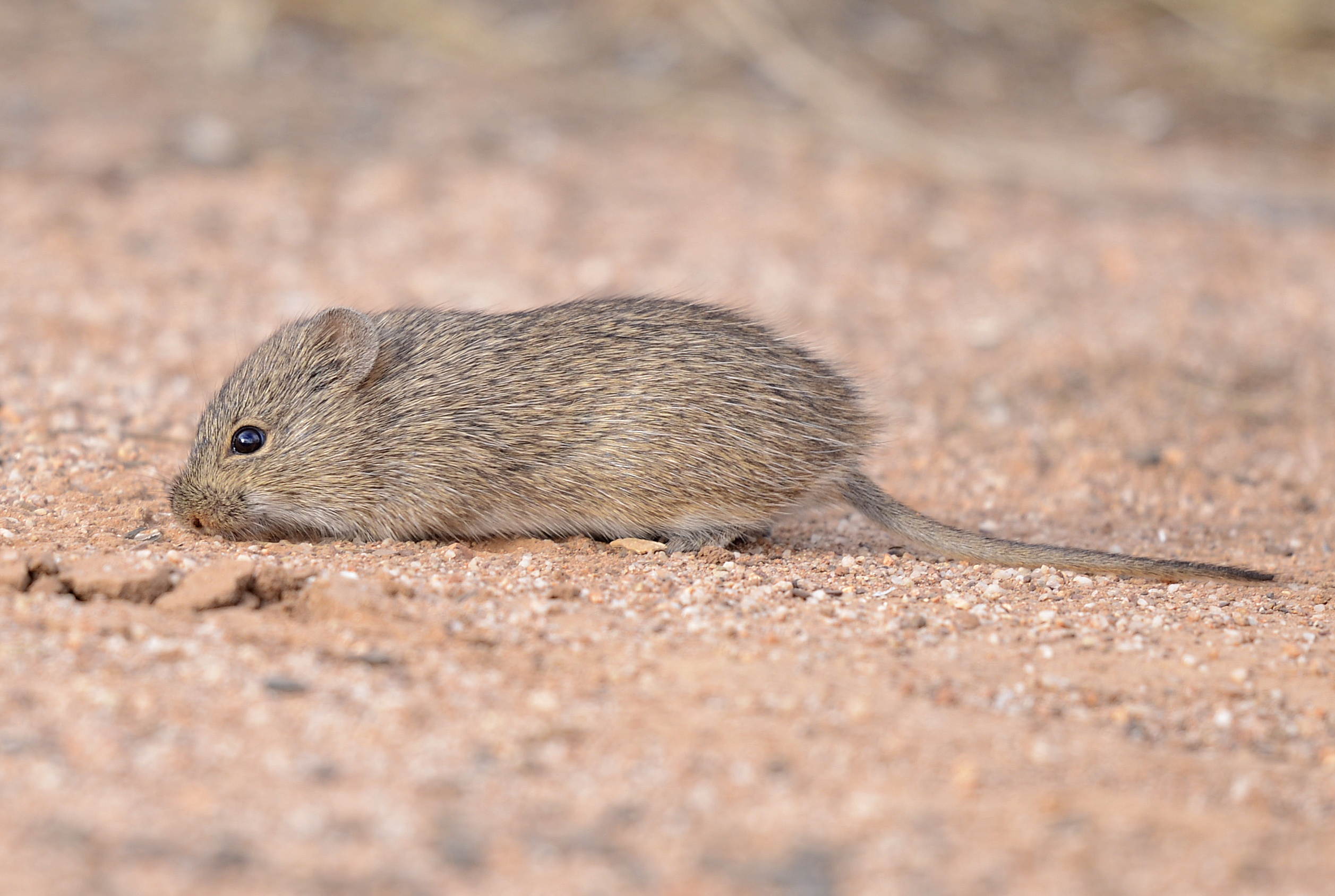

#### 民俗學
逢年過節，到了鼠年，民間有鼠年吉祥話如下：
鼠來寶，年年好、鼠來富，大富貴、錢鼠來，發大財、鼠年到，鼠年好，大家來數金元寶、鼠運亨通、鼠運昌隆、鼠鼠如意、鼠年吉祥、鼠年錢黏。

## 外部連結
- Jansa, Sharon. A.; Weksler, Marcelo,  (PDF), Molecular Phylogenetics and Evolution, 2004, 31 (1): 256–276  [2008-06-23], doi:10.1016/j.ympev.2003.07.002, （原始内容 (PDF)存档于2008-12-17）.
- Michaux, Johan; Reyes, Aurelio; Catzeflis, François, , Molecular Biology and Evolution, 2001, 18 (11): 2017–2031  [2008-06-23], ISSN 0737-4038, （原始内容存档于2005-11-27）.
- Musser, G. G. and M. D. Carleton. 1993. Family Muridae.  pp. 501–755 in Mammal Species of the World a Taxonomic and Geographic Reference. D. E. Wilson and D. M. Reeder eds. Smithsonian Institution Press, Washington D.C.
- Musser, G. G. and M. D. Carleton. 2005. Superfamily Muroidea. pp. 894–1531 in Mammal Species of the World a Taxonomic and Geographic Reference. D. E. Wilson and D. M. Reeder eds. Johns Hopkins University Press, Baltimore.
- Norris, R. W., K. Y. Zhou, C. Q. Zhou, G. Yang, C. W. Kilpatrick, and R. L. Honeycutt. 2004. The phylogenetic position of the zokors (Myospalacinae) and comments on the families of muroids (Rodentia). Molecular Phylogenetics and Evolution, 31:972-978.
- Steppan, Scott; Adkins, Ronald; Anderson, Joel,  (PDF), Systematic Biology, 2004, 53 (4): 533–553  [2008-06-23], ISSN 1063-5157, doi:10.1080/10635150490468701, （原始内容存档 (PDF)于2008-10-11）.

## 延伸阅读
[在维基数据编辑]
 《欽定古今圖書集成·博物彙編·禽蟲典·鼠部》，出自陈梦雷《古今圖書集成》

## 外部連結
- 如何辨識老鼠大便 - 潔肯公司提供的專業知識，包含辨別老鼠活動跡象及防治建議。